# Megaleuctra
Megaleuctra is een geslacht van steenvliegen uit de familie naaldsteenvliegen (Leuctridae). De wetenschappelijke naam van het geslacht is voor het eerst geldig gepubliceerd in 1934 door Neave.

## Soorten
Megaleuctra omvat de volgende soorten:
- Megaleuctra complicata Claassen, 1937
- Megaleuctra flinti Baumann, 1973
- Megaleuctra kincaidi Frison, 1942
- Megaleuctra saebat Ham & Bae, 2002
- Megaleuctra sierra Fields, 1977
- Megaleuctra stigmata (Banks, 1900)
- Megaleuctra williamsae Hanson, 1941